# Eccellenza Calabria 2023-2024
Il campionato italiano di calcio di Eccellenza regionale 2023-2024 è il trentatreesimo organizzato in Italia. Rappresenta il quinto livello del calcio italiano.

## Stagione

### Formula
Sedici squadre in un girone all'italiana andata e ritorno per un totale di trenta partite. Dopodiché, mentre la prima classificata sarà promossa in Serie D, si effettueranno i play-off tra la seconda e la quinta classificata, (seconda contro quinta e terza contro quarta), in turno unico in casa della migliore classificata. Le vincenti si sfideranno in finale, sempre in casa della migliore classificata. Per quanto riguarda i play-out, si sfideranno le squadre classificate tra il 12º e il 15º posto, (12ª contro 15ª e 13ª contro 14ª), in gara unica in casa della migliore classificata: le due perdenti retrocederanno in Promozione 2024-2025

## Squadre partecipanti
| Club                         | Città                                          | Stadio                              | Stagione precedente                            |
| ---------------------------- | ---------------------------------------------- | ----------------------------------- | ---------------------------------------------- |
| A.S.D. Bocale Calcio Admo    | Reggio Calabria (Bocale) e Melito di P.S. (RC) | Stadio Campoli                      | 14º posto in Eccellenza, salvo ai play-out     |
| A.P.D. Brancaleone           | Brancaleone (RC)                               | Stadio comunale Borrello            | 3º posto in Eccellenza                         |
| A.S.D. Cittanova Calcio      | Cittanova (RC)                                 | Stadio Morreale Proto               | 17º posto in Serie D/I, retrocessa             |
| A.S.D. Digiesse PraiaTortora | Praia a Mare e Tortora (CS)                    | Stadio Mario Tedesco (Praia a Mare) | 1º posto in Promozione/A, promossa             |
| U.S. A.S.D. Gioiosa Jonica   | Gioiosa Jonica (RC)                            | Stadio Comunale                     | 12º posto in Eccellenza, salvo ai play-out     |
| F.C. Isola Capo Rizzuto      | Isola Capo Rizzuto (KR)                        | Stadio Sant'Antonio                 | 6º posto in Eccellenza                         |
| A.C.D. Morrone               | Cosenza                                        | Centro sportivo Morrone             | 9º posto in Eccellenza                         |
| A.S.D. Palmese 1912          | Palmi (RC)                                     | Stadio Giuseppe Lopresti            | 3º posto in Promozione/B, promossa ai play-off |
| U.S.D. Paolana               | Paola (CS)                                     | Stadio Eugenio Tarsitano            | 8º posto in Eccellenza                         |
| A.S.D. ReggioRavagnese 1960  | Reggio Calabria (Ravagnese)                    | Stadio Parco Longhi Bovetto         | 5º posto in Eccellenza                         |
| Rende Calcio 1968            | Rende (CS)                                     | Stadio Marco Lorenzon               | 10º posto in Eccellenza                        |
| A.S.D. Sambiase 2023         | Sambiase di Lamezia Terme (CZ)                 | Stadio comunale Gianni Renda        | 2º posto in Eccellenza                         |
| U.S.D. Scalea Calcio 1912    | Scalea (CS)                                    | Stadio Domenico Longobucco          | 4º posto in Eccellenza                         |
| A.G.S.D. Soriano 2010        | Soriano Calabro (VV)                           | Stadio Alexandra Primerano          | 11º posto in Eccellenza                        |
| A.S.D. StiloMonasterace      | Stilo (RC) e Monasterace (RC)                  | Stadio Guido Mesiti                 | 7º posto in Eccellenza                         |
| Vigor Lamezia Calcio 1919    | Lamezia Terme (CZ)                             | Stadio Guido D'Ippolito             | 1º posto in Promozione/B, promossa             |

## Classifica finale
Aggiornata al 29 aprile 2024.
|  | Pos. | Squadra               | Pt | G  | V  | N  | P  | GF | GS | DR  |
|  | ---- | --------------------- | -- | -- | -- | -- | -- | -- | -- | --- |
|  | 1.   | Sambiase              | 73 | 30 | 22 | 7  | 1  | 53 | 8  | +45 |
|  | 2.   | Vigor Lamezia         | 61 | 30 | 18 | 7  | 5  | 53 | 22 | +31 |
|  | 3.   | Soriano               | 55 | 30 | 16 | 7  | 7  | 45 | 28 | +17 |
|  | 4.   | Cittanova (-1)        | 49 | 30 | 13 | 11 | 6  | 42 | 26 | +16 |
|  | 5.   | Digiesse PraiaTortora | 46 | 30 | 12 | 10 | 8  | 31 | 28 | +3  |
|  | 6.   | Brancaleone           | 45 | 30 | 12 | 9  | 9  | 29 | 28 | +1  |
|  | 7.   | Rende (-1)            | 44 | 30 | 12 | 9  | 9  | 42 | 34 | +8  |
|  | 8.   | Bocale Calcio Admo    | 44 | 30 | 13 | 5  | 12 | 39 | 34 | +5  |
|  | 9.   | ReggioRavagnese       | 39 | 30 | 11 | 6  | 13 | 33 | 37 | -4  |
|  | 10.  | Isola Capo Rizzuto    | 36 | 30 | 9  | 9  | 12 | 31 | 35 | -4  |
|  | 11.  | Paolana               | 35 | 30 | 11 | 2  | 17 | 30 | 49 | -19 |
|  | 12.  | Palmese               | 33 | 30 | 8  | 9  | 13 | 34 | 46 | -12 |
|  | 13.  | Scalea                | 31 | 30 | 8  | 7  | 15 | 27 | 43 | -16 |
|  | 14.  | Gioiosa Jonica        | 26 | 30 | 6  | 8  | 16 | 25 | 44 | -19 |
|  | 15.  | Morrone Cosenza       | 23 | 30 | 5  | 8  | 17 | 35 | 55 | -20 |
|  | 16.  | Stilo Monasterace     | 18 | 30 | 4  | 6  | 20 | 27 | 59 | -32 |

Legenda:
       Promosso in Serie D 2024-2025.
      Ammessa ai play-off nazionali.
 Ammessa ai play-off o ai play-out.
       Retrocesso in Promozione Calabria 2024-2025.
Regolamento:
Tre punti a vittoria, uno a pareggio, zero a sconfitta.
In caso di arrivo di due o più squadre a pari punti, la graduatoria verrà stilata secondo la classifica avulsa tra le squadre interessate che prevede, in ordine, i seguenti criteri:
- Punti negli scontri diretti
- Differenza reti negli scontri diretti
- Differenza reti generale
- Reti realizzate in generale
- Sorteggio

Note:
Il Rende ha scontato 1 punto di penalizzazione.
Il Cittanova ha scontato 1 punto di penalizzazione.

## Risultati

### Tabellone
|                        | Boc  | Bra  | Cit  | Dpt  | GJo  | Iso  | Mor  | Pal  | Pao  | Reg  | Ren  | Sam  | Sca  | Sor  | Sti  | VLa  |
| ---------------------- | ---- | ---- | ---- | ---- | ---- | ---- | ---- | ---- | ---- | ---- | ---- | ---- | ---- | ---- | ---- | ---- |
| Bocale Calcio Admo     | –––– | 0-1  | 1-1  | 4-1  | 0-0  | 1-1  | 2-1  | 4-1  | 3-0  | 2-0  | 1-2  | 0-1  | 2-0  | 1-2  | 1-1  | 1-0  |
| Brancaleone            | 2-0  | –––– | 1-1  | 0-0  | 1-2  | 1-1  | 1-2  | 2-0  | 1-0  | 1-1  | 1-0  | 0-0  | 3-1  | 3-0  | 1-0  | 0-0  |
| Cittanova              | 1-0  | 2-0  | –––– | 1-1  | 2-0  | 2-1  | 5-1  | 1-1  | 2-0  | 2-0  | 1-1  | 0-0  | 2-1  | 2-2  | 2-0  | 0-0  |
| Digiesse Praia Tortora | 1-2  | 0-0  | 2-0  | –––– | 1-0  | 0-1  | 1-1  | 1-1  | 3-3  | 1-0  | 2-1  | 3-2  | 0-0  | 1-0  | 2-0  | 1-0  |
| Gioiosa Jonica         | 2-2  | 0-2  | 2-3  | 0-1  | –––– | 1-2  | 3-2  | 1-3  | 1-2  | 3-1  | 0-1  | 0-0  | 0-0  | 1-1  | 2-1  | 0-2  |
| Isola Capo Rizzuto     | 0-1  | 0-0  | 0-2  | 1-1  | 2-1  | –––– | 2-2  | 4-1  | 0-1  | 0-1  | 1-3  | 0-2  | 2-0  | 3-1  | 1-1  | 1-2  |
| Morrone Cosenza        | 2-3  | 2-0  | 2-2  | 1-2  | 3-1  | 0-1  | –––– | 0-1  | 3-1  | 1-2  | 2-2  | 0-2  | 1-2  | 0-4  | 2-1  | 0-2  |
| Palmese                | 1-0  | 1-1  | 1-1  | 0-2  | 0-1  | 1-1  | 2-1  | –––– | 1-2  | 1-1  | 1-2  | 1-1  | 0-1  | 1-0  | 6-1  | 0-4  |
| Paolana                | 1-2  | 0-1  | 2-1  | 1-0  | 1-0  | 0-0  | 3-2  | 0-2  | –––– | 0-3* | 1-2  | 1-3  | 1-0  | 1-2  | 3-0* | 0-3  |
| ReggioRavagnese        | 3-2  | 3-2  | 0-1  | 0-0  | 2-0  | 1-0  | 2-0  | 1-2  | 2-3  | –––– | 1-0  | 0-0  | 1-1  | 0-2  | 3-0  | 0-2  |
| Rende                  | 2-0  | 2-0  | 1-1  | 1-2  | 1-1  | 0-0  | 0-0  | 1-1  | 4-1  | 3-2  | –––– | 0-2  | 0-3  | 2-2  | 4-0  | 2-1  |
| Sambiase               | 3-0  | 2-0  | 2-0  | 1-0  | 3-0  | 3-1  | 3-0  | 4-1  | 3-0  | 2-1  | 1-0  | –––– | 4-0  | 1-0  | 1-0  | 2-0  |
| Scalea                 | 1-2  | 1-0  | 2-1  | 1-0  | 1-2  | 1-2  | 2-2  | 1-1  | 0-1  | 0-0  | 2-2  | 0-2  | –––– | 1-2  | 0-5  | 1-0  |
| Soriano                | 1-0  | 0-1  | 1-0  | 0-0  | 3-0  | 2-0  | 2-1  | 2-1  | 3-1  | 4-0  | 2-1  | 0-0  | 1-0  | –––– | 2-0  | 2-2  |
| StiloMonasterace       | 1-1  | 1-2  | 0-3  | 2-1  | 1-1  | 2-3  | 1-1  | 3-0  | 1-0  | 0-1  | 0-2  | 0-3  | 2-3  | 0-0  | –––– | 2-6  |
| Vigor Lamezia          | 2-1  | 6-1  | 1-0  | 4-1  | 0-0  | 1-0  | 0-0  | 2-1  | 1-0  | 2-1  | 2-0  | 0-0  | 2-1  | 4-2  | 2-2  | –––– |

Note:
- Vittoria a tavolino alla ReggioRavagnese nei confronti della Paolana, il quale ha impiegato un calciatore squalificato.
- Vittoria a tavolino della Paolana nei confronti di StiloMonasterace, che, sul finire del primo tempo, si ritira per mancanza di giocatori in campo in grado di proseguire la gara.

## Play-off

### Semifinale
|         | Risultati |           | Luogo e data                   |
| ------- | --------- | --------- | ------------------------------ |
| Soriano | 1-3       | Cittanova | Soriano Calabro, 5 maggio 2024 |

### Finale
|               | Risultati |           | Luogo e data                  |
| ------------- | --------- | --------- | ----------------------------- |
| Vigor Lamezia | 4 - 0     | Cittanova | Lamezia Terme, 12 maggio 2024 |

## Play-out

### Finale
|        | Risultati |                | Luogo e data          |
| ------ | --------- | -------------- | --------------------- |
| Scalea | 1-2       | Gioiosa Jonica | Scalea, 5 maggio 2024 |